# 리허설 (2015년 영화)
리허설(Rehearsal)은 캐나다에서 제작된 칼 베세이 감독의 2015년 드라마, 코미디 영화이다. 브루스 그린우드 등이 주연으로 출연하였다.

## 출연

### 주연
- 브루스 그린우드
- 롭 모로우

### 조연
- 데보라 웅거
- 딘 가이어
- 데이빗 큐빗